# پیته‌نو
پیته نو روستایی زیبا از توابع بخش یانه‌سر شهرستان بهشهر در استان مازندران، ایران می‌باشد. 

## جمعیت
این روستا در دهستان شهدا قرار دارد و براساس سرشماری مرکز آمار ایران در سال ۱۳۸۵، جمعیت آن ۴۴۵ نفر (۱۰۳خانوار) بوده‌است. مردم پیته نو از قومیت طبری هستند. مردم پیته نو به زبان طبری (مازندرانی) سخن می‌گویند.

## آثار
این روستا با قدمت ۳۵۰ ساله از توابع بخش یانه‌سر شهرستان بهشهر در مازندران می‌باشد.
به زبان مازندرانی، پیته یعنی پوسیده و نو به معنی حوض چوبی می باشد، در قدیم از تنه درختان برای ساخت حوض چوبی جهت جلوگیری ازگل آلود شدن آب و نگهداری و ذخیره آن استفاده می شد، در آن زمان، مکان فعلی روستا جای سکونت نبود، چشمه ای پر آب و با حوض چوبی قدیمی در این مکان قرار داشت، در اطراف این چشمه چند تا محله وجود داشت و افرادی آنجا زندگی میکردند، وقتی برای مصرف و نوشیدن آب از اطراف به سمت این چشمه میخواستند بیایند می گفتند برویم پیته نو، یعنی چشمه ای که حوض چوبی آن پوسیده و قدیمی می باشد. جهت دسترسی راحت تر به آب چشمه و وجود فضای مناسب برای سکونت و کشاورزی، اهالی محله های اطراف به این محل سکنی گزیدند و محل واحدی را تشکیل دادند و نام این روستا اینگونه بر سر زبان ها افتاد و پیته نو نامیده شد. در قدیم، اساس شکل گیری برخی نامگذاری ها اینگونه بود، در اطراف روستا و نزدیک جنگل، محلی وجود داشت که دیوار و درب نداشت، وقتی از اطراف میخواستند سمت این محل بیایند، میگفتند برویم بی در محله. در برخی موارد، با توجه به شرایط جغرافیایی و ویژگی های خاک و زمین نامگذاری ها شکل میگرفت. مثلا اسبه چشمه، چشمه ای که خاک و زمین های اطراف آن به رنگ سفید بود نامگذاری شد.
از آثار تاریخی می‌توان به دو تپه (دین تپه و حسن تپه) و یک غار (غار مراد) اشاره کرد. چشمه ای با آبی خنک و گوارا در داخل روستا جاری است که مورد استفاده عموم قرار می‌گیرد و به خاطر وجود درخت افرا در نزدیکی آن به افرابن معروف گردید.این روستا با توجه به اینکه آثار تاریخی زیادی ندارد اما از لحاظ جغرافیایی در مکانی با ارتفاع ۱۶۴۰ متر از سطح دریا قرار دارد که یکی از مرتفع‌ترین روستاهای منطقه قلمداد می‌شود. همچنین به خاطر داشتن چشم‌اندازی زیبا و آب و هوایی مطبوع یکی از خوش نشین‌ترین و مهمان‌پذیرترین روستا در منطقه هزارجریب به‌شمار می‌آید. گذشته از این عبور کریدور شمال – جنوب از کنار روستا بر اهمیت آن افزوده‌است. گفتنی است این روستا دارای پاسگاه انتظامی، پاسگاه محیط زیست، پایگاه امداد و نجات جاده‌ای، مرکز مخابرات، پست بانک، خانه بهداشت و دهیاری می‌باشد.